# Oka (Canada)
Oka è un comune del Québec in Canada che si trova nella parte nord del fiume Ottawa (in francese:Rivière des Outaouais), a nordovest di Montréal. Si trova all'interno  del omonimo parco nazionale. 
Fu fondata nel 1721 dalla Compagnia dei Sacerdoti di San Sulpizio una società clericale di vita apostolica appartenenti alla Chiesa cattolica.
Nel suo territorio nell'estate del 1990 si verificò la cosiddetta Crisi di Oka, un conflitto fra gli amministratori della cittadina e la comunità Mohawk di Kanesatake.